# Dumetella carolinensis
El pájaro gato gris (Dumetella carolinensis) es una especie de ave paseriforme de la familia Mimidae propia de América del Norte y el Caribe. Es el único miembro del género Dumetella. Debe su nombre común a su llamada similar al maullido de un gato.